# WPLG
WPLG es la estación afiliada a la cadena ABC que transmite para toda el área de Miami. WPLG es administrada y operada por Post-Newsweek Stations, una subsidiaria de la Washington Post Company.

## Historia

### WPST-TV
La estación salió por primera vez al aire el 2 de agosto de 1957 como WPST-TV, siendo la segunda afiliada a ABC en el mercado televisivo de Miami, bajo la administración de Public Service Television, Inc., la subsidiaria de radiotelevisión de National Airlines (he de ahí las letras de la sigla WPST). Antes de esto, la ABC era transmitida por WITV, canal 17. Con la pérdida de la afiliación con ABC, el canal 17 rápidamente salió del mercado. El canal 17 en la actualidad es ocupado por una estación miembro de PBS, WLRN-TV.
A inicios de los años 60 la administración de WPST-TV estuvo en problemas con la FCC tras el caso de Richard A. Mack, y su licencia de transmisión fue revocada.

### El nuevo canal 10
Un grupo encabezado por L.B. Wilson ganó el derecho de comenzar una nueva estación en el canal 10. Como parte de un acuerdo supervisado por la FCC, National vendió WPST al grupo de Wilson. WPST salió al aire nuevamente el 13 de noviembre de 1961. Una semana después, el 20 de noviembre, el canal 10 volvió al aire como WLBW-TV (la sigla era formada por las iniciales del dueño). 
La nueva estación se llamaba "Colorvision 10", indicando que transmitía en colores. En 1967, WLBW se trasladó a sus actuales oficinas y estudios en Biscayne Boulevard. En 1969, WLBW fue adquirida por Katharine Graham. El 16 de marzo de 1970, WLBW fue renombrada como WPLG, de acuerdo a las iniciales del último esposo de Katharine Graham, Philip L. Graham.

### Administración de Post-Newsweek
La estación se hizo muy conocida en los años 70 por su equipo de presentadores. Entre 1976 y 1982, Glenn Rinker, Ann Bishop, Chuck Dowdle y Walter Cronise presentaban "Newswatch 10". En 1982, Rinker fue reemplazado para otro cargo en Orlando, Florida, mientras que su cargo fue ocupado por Mike Schneider. Schneider y Bishop presentaron el noticiero hasta 1986, cuando Dwight Lauderdale compartió el escritorio de noticias con Bishop en "Channel 10 Eyewitness News", siendo el primer presentador de noticias afroamericano en el sur de Florida. En 1985, WPLG sobrepasaba en las mediciones de audiencia a su rival WTVJ y dominó las mediciones por diez años. Ann Bishop continuó presentando las noticias hasta 1995. Trabajó medio tiempo en el canal hasta que falleció de cáncer de colon en 1997. Don Noe ingresó a WPLG en 1979 y fue uno de los meteorólogos jefes más populares de Miami hasta su retiro en 2007.
WPLG lanzó en 1982 el "Sky 10", el primer helicóptero de noticias de Miami.
WPLG se llamaba "Local10" debido a la estandarización de las estaciones adoptada por Post-Newsweek, la cual significaba que todas sus televisoras usan el prefijo "Local".
Cuando WTVJ, WCIX (actual WFOR-TV), y WSVN cambiaron sus afiliaciones el Día de Año Nuevo de 1989, WPLG se mantuvo como afiliada a ABC. Y, cuando WTVJ y WFOR intercambiaron los números de canal, WPLG se mantuvo en el canal 10, y se mantuvo como afiliada a ABC. Es la única estación televisiva de Miami que nunca ha cambiado su afiliación. Debido a esta historia sin mayores sobresaltos, WPLG domina el mercado televisivo del sur de Florida.
Dado que es una estación de Post-Newsweek, WPLG continúa emitiendo casi la programación completa de ABC; sólo las emisiones de Power Rangers Jungle Fury dentro del bloque ABC Kids no se realizaron, debido a su falta de contenido educativo. En abril de 2007, WPLG era la televisora de idioma inglés más vista en el sur de Florida, lo cual puede ser atribuido a su disponibilidad en el mercado televisivo de West Palm Beach a través de Comcast, lo cual a su vez ha afectado las audiencias de WPBF, la afiliada de ABC en West Palm Beach.
WPLG también emite el canal LATV en el subcanal digital DT2.
WPLG recientemente anunció los planes de reubicar sus estudios de 3900 Biscayne Boulevard a una ubicación en Hallandale Beach Boulevard en Pembroke Park. La construcción de las nuevas dependencias se espera esté lista en 2009; hasta que esto ocurra, ninguna de las tres grandes estaciones está dentro de los límites de la ciudad de Miami.
El 18 de julio de 2008, se anunció que Post-Newsweek Stations, los poseedores de WPLG, podría adquirir la estación WTVJ, de la competencia, a NBC Universal, mientras se espera la aprobación de la FCC. La compra podría crear un duopolio entre las 2 afiliadas a grandes cadenas. Si la venta se aprueba, WTVJ podría trasladarse a los nuevos estudios de WPLG en Pembroke Park. Se desconoce el futuro que podría tener el departamento de prensa de WTVJ si ambas estaciones combinan operaciones. Sin embargo, la venta fue cancelada el 23 de diciembre de 2008, con la NBC y la Washington Post Company citando condiciones económicas deficientes y la falta de acuerdo en la FCC.

## Televisión digital
El canal digital de la estación está multiplexado:
Canales digitales
| Canal Virtual | Canal Físico | Resolución | Aspecto | Programación                            |
| ------------- | ------------ | ---------- | ------- | --------------------------------------- |
| 10.1          | 9            | 720p       | 16:9    | Principal programación de WPLG / ABC HD |
| 10.2          | 9            | 480i       | 4:3     | LATV                                    |

En 2009, WPLG se mantendrá en el canal 10 cuando la conversión de sistema análogo a digital se complete.

## Equipo de noticias

### Presentadores
- Jacey Birch - Días de semana al mediodía
- Jen Herrera - Días de semana en la mañana
- Calvin Hughes - Días de semana en la mañana y mediodía
- Laurie Jennings - Noches de semana de 6 y 11 p. m.
- Kristi Kreuger - Días de semana en la mañana
- Neki Mohan - Fines de semana a las 6 y 11 p. m.
- Charles Perez - Noches de semana a las 6 y 11 p. m.
- Rob Schmitt - Fines de semana a las 6 y 11 p. m.
- Todd Tongen - Fines de semana en la mañana

### Meteorólogos
- Trent Aric, Meteorólogo Jefe, noches de semana de 6 y 11 p. m.
- Scott Padgett, mañanas y mediodía
- Geneen Anderson, fines de semana en la mañana
- John Guaraldi, fines de semana en la tarde y noche

### Deportes
- Will Manso, director de deportes, noches de semana a las 6 y 11 p. m.
- John Henry Smith, fines de semana

## Personalidades destacadas

### Actualidad
- Mark Joyella, reportero
- Max Mayfield, especialista en huracanes.

### Pasado
- Ann Bishop, (1977-1995) fallecido.
- Liz Cho, ahora en WABC-TV.
- Mark Joyella, ahora en Nueva York.
- Larry King, ahora en CNN.
- Mike Schneider, presentador de las 6/11pm, ahora en Bloomberg Television.
- Jon Scott, presentador (1983(?)-1988) ahora presentador en Fox News Channel.
- Dwight Lauderdale (1976-2008), actualmente retirado.

## Presentación del noticiero
- The Scene Tonight (1970-1977)
- NewsWatch 10 (1977-1983)
- Channel 10 Eyewitness News (1983-2001)
- Channel 10 News (2001-2004)
- Local 10 News (2004-actualidad)